# Gran Premio motociclistico delle Nazioni 1954
Il Gran Premio motociclistico delle Nazioni fu il penultimo appuntamento del motomondiale 1954.
Si svolse il 12 settembre 1954 presso l'Autodromo di Monza alla presenza di circa 100.000 spettatori. Erano in programma tutte le classi.
Le prove del GP furono funestate dalla morte di Rupert Hollaus, caduto a Lesmo. L'austriaco fu consacrato campione del mondo della 125 a titolo postumo, e la NSU decise di non correre la gara.
In 500, Geoff Duke ottenne la quarta vittoria consecutiva stagionale.
La gara della 350 diede a Fergus Anderson, 45 anni compiuti, la vittoria e il titolo iridato.
In 250, assenti le NSU, il GP andò al privato britannico Arthur Wheeler.
In 125 Guido Sala ottenne la sua prima vittoria, davanti al giovane Tarquinio Provini. Solo terzo a causa di problemi meccanici Carlo Ubbiali.
Nei sidecar, Wilhelm Noll approfittò dell'assenza del rivale Eric Oliver per vincere il GP e il Campionato.

## Classe 500

### Arrivati al traguardo
| Pos. | Pilota               | Moto       | Tempo        | Punti |
| ---- | -------------------- | ---------- | ------------ | ----- |
| 1    | Geoff Duke           | Gilera     | 1h 07' 32" 9 | 8     |
| 2    | Umberto Masetti      | Gilera     | +16" 5       | 6     |
| 3    | Carlo Bandirola      | MV Agusta  | +1' 00" 2    | 4     |
| 4    | Dickie Dale          | MV Agusta  | +1' 00" 5    | 3     |
| 5    | Reg Armstrong        | Gilera     | +1' 17" 6    | 2     |
| 6    | Ken Kavanagh         | Moto Guzzi | +1 giro      | 1     |
| 7    | Ray Amm              | Norton     | +1 giro      |       |
| 8    | Bill Lomas           | MV Agusta  | +1 giro      |       |
| 9    | Fergus Anderson      | Moto Guzzi | +1 giro      |       |
| 10   | Luigi Taveri         | MV Agusta  | +1 giro      |       |
| 11   | Jack Brett           | Norton     | +1 giro      |       |
| 12   | Nello Pagani         | MV Agusta  | +1 giro      |       |
| 13   | Walter Zeller        | BMW        | +1 giro      |       |
| 14   | Tito Forconi         | Gilera     | +3 giri      |       |
| n.c. | Paolo Campanelli     | Gilera     | +7 giri      |       |
| n.c. | Lodovico Facchinelli | Gilera     | +9 giri      |       |

### Ritirati
| Pilota                   | Moto       | Motivo ritiro |
| ------------------------ | ---------- | ------------- |
| Dante Bianchi            | Moto Guzzi |               |
| Enrico Galante           | Norton     |               |
| Jack Ahearn              | Norton     |               |
| Georges Burgraff         | Norton     |               |
| Libero Liberati          | Gilera     |               |
| Alano Montanari          | Moto Guzzi |               |
| Francis Flahout          | Norton     |               |
| Pierre Monneret          | Gilera     |               |
| Georg Braun              | Horex      |               |
| Rod Coleman              | AJS        |               |
| Dino Fagiolini           | Moto Guzzi |               |
| Francesco Guglielminetti | Norton     |               |
| Antonio Ronchei          | Norton     |               |

## Classe 350

### Arrivati al traguardo
| Pos. | Pilota            | Moto       | Tempo     | Punti |
| ---- | ----------------- | ---------- | --------- | ----- |
| 1    | Fergus Anderson   | Moto Guzzi | 55' 25" 7 | 8     |
| 2    | Enrico Lorenzetti | Moto Guzzi | +0" 5     | 6     |
| 3    | Ken Kavanagh      | Moto Guzzi | +0" 6     | 4     |
| 4    | Duilio Agostini   | Moto Guzzi | +1"       | 3     |
| 5    | Ray Amm           | Norton     | +5" 6     | 2     |
| 6    | Jack Brett        | Norton     | +7"       | 1     |
| 7    | Arthur Wheeler    | AJS        | +8" 2     |       |
| 8    | Luigi Taveri      | Norton     | +2 giri   |       |
| 9    | H. Barri          | AJS        | +2 giri   |       |
| 10   | Erwin Aldinger    | Horex      | +2 giri   |       |

2 piloti non classificati.

### Ritirati
| Pilota         | Moto   | Motivo ritiro            |
| -------------- | ------ | ------------------------ |
| Wick           | n.d.   |                          |
| Wood           | n.d.   |                          |
| Hans Haldemann | Norton |                          |
| Kurt Knopf     | n.d.   |                          |
| Rod Coleman    | AJS    | incrinatura al serbatoio |
| Jack Ahearn    | Norton |                          |

## Classe 250

### Arrivati al traguardo
| Pos | Pilota          | Moto       | Tempo     | Punti |
| --- | --------------- | ---------- | --------- | ----- |
| 1   | Arthur Wheeler  | Moto Guzzi | 50' 51" 3 | 8     |
| 2   | Romolo Ferri    | Moto Guzzi | +7"       | 6     |
| 3   | Kurt Knopf      | NSU        | +50" 8    | 4     |
| 4   | Roberto Colombo | Moto Guzzi | +53" 1    | 3     |
| 5   | Tommy Wood      | Moto Guzzi | +1' 29" 4 | 2     |
| 6   | Angelo Marelli  | Moto Guzzi | +2' 21" 4 | 1     |
| 7   | Ermanno Ozino   | Moto Guzzi | +2' 21" 4 |       |
| 8   | Guido Paciocca  | Moto Guzzi | +2' 21" 9 |       |
| 9   | Dino Fagiolini  | Moto Guzzi | +2 giri   |       |

### Ritirati
| Pilota            | Moto       | Motivo ritiro                                |
| ----------------- | ---------- | -------------------------------------------- |
| Berry             | n.d.       |                                              |
| Georg Braun       | NSU        | distacco della marmitta                      |
| Guido Sala        | n.d.       |                                              |
| Adelmo Mandolini  | Moto Guzzi | perdita di un bullone della ruota posteriore |
| Lanfranco Baviera | Moto Guzzi |                                              |

## Classe 125

### Arrivati al traguardo
| Pos  | Pilota            | Moto       | Tempo     | Punti |
| ---- | ----------------- | ---------- | --------- | ----- |
| 1    | Guido Sala        | MV Agusta  | 41' 16" 4 | 8     |
| 2    | Tarquinio Provini | FB Mondial | +50" 4    | 6     |
| 3    | Carlo Ubbiali     | MV Agusta  | +56" 4    | 4     |
| 4    | Massimo Genevini  | MV Agusta  | +2 giri   | 3     |
| 5    | Franco Bertoni    | MV Agusta  | +2 giri   | 2     |
| 6    | Willi Scheidhauer | MV Agusta  | +2 giri   | 1     |
| 7    | Gerrit Dupont     | MV Agusta  | +3 giri   |       |
| n.c. | Pierre Michel     | Michel     |           |       |
| n.c. | Georges Burgraff  | MV Agusta  |           |       |

### Ritirati
| Pilota          | Moto      | Motivo ritiro |
| --------------- | --------- | ------------- |
| Roberto Colombo | MV Agusta |               |
| Angelo Copeta   | MV Agusta |               |
| Nello Pagani    | MV Agusta |               |
| René Bétemps    | n.d.      |               |
| Cecil Sandford  | MV Agusta |               |

## Classe sidecar

### Arrivati al traguardo
| Pos | Pilota           | Passeggero         | Moto   | Tempo     | Punti |
| --- | ---------------- | ------------------ | ------ | --------- | ----- |
| 1   | Wilhelm Noll     | Fritz Cron         | BMW    | 40' 19" 7 | 8     |
| 2   | Cyril Smith      | Stanley Dibben     | Norton | +54" 9    | 6     |
| 3   | Willi Faust      | Karl Remmert       | BMW    | +2' 06" 2 | 4     |
| 4   | Jacques Drion    | Inge Stoll-Laforge | BMW    | +2' 06" 3 | 3     |
| 5   | Fritz Hillebrand | Manfred Grunwald   | BMW    | +1 giro   | 2     |
| 6   | René Bétemps     | André Drivet       | Norton | +1 giro   | 1     |
| 7   | Albino Milani    | Giuseppe Pizzocri  | Gilera | +1 giro   |       |
| 8   | Edgar Strub      | J. von Arx         | Norton | +1 giro   |       |
| 9   | Luigi Marcelli   | Spartaco Ricci     | Norton | +2 giri   |       |

## Fonti e bibliografia
- Armando Boscolo, Schiacciante supremazia a Monza dell'industria motociclistica italiana, in Corriere dello Sport, 13 settembre 1954,  p. 6. URL consultato il 15 febbraio 2022.
- Risultati della 500 su autosport.com, su autosport.com.